# Franciszek Kałuski
Franciszek Kałuski (ur. 3 grudnia 1897 w Podłężach, zm. 4 września 1916 w Sitowiczach) – podoficer Wojska Polskiego w II Rzeczypospolitej, kawaler Krzyża Srebrnego Orderu Virtuti Militari.

## Życiorys
Był synem Wojciecha i Agaty z domu Bednarczyk.
Po ukończeniu gimnazjum wstąpił do Związku Strzeleckiego, a w sierpniu 1914 zgłosił się do Legionów Polskich, w których otrzymał przydział do 8 kompanii w II batalionie 2 pułku piechoty. Następnie przeniesiony został do 12 kompanii w III batalionie tegoż pułku. W styczniu 1916 pełnił służbę w 2 kompanii II Batalionu Uzupełniającego, a w dniu 19 lutego tego roku został skierowany razem z kompanią marszową na front. W toku walk został awansowany do rangi kaprala. Wyróżnił się w dniu 4 września 1916 roku w czasie walk pod Sitowiczami na Wołyniu, kiedy to na czele patrolu wziął udział w potyczce z oddziałem nieprzyjaciela, biorąc do niewoli kilku jeńców. Poległ tego samego dnia podczas pościgu za uciekającymi żołnierzami wroga. Za ten czyn pośmiertnie odznaczony został Krzyżem Srebrnym Orderu Virtuti Militari . Nadanie to zostało następnie potwierdzone dekretem Wodza Naczelnego marszałka Józefa Piłsudskiego L.13330.VM z 17 maja 1922 roku (opublikowanym w Dzienniku Personalnym Ministerstwa Spraw Wojskowych Nr 7 z dnia 26 stycznia 1923 roku). Franciszek Kałuski nie zdążył założyć rodziny. 
Za pracę w dziele odzyskania niepodległości ś.p. Franciszek Kałuski został, na mocy zarządzenia prezydenta Rzeczypospolitej Ignacego Mościckiego z dnia 12 maja 1931 roku, odznaczony Krzyżem Niepodległości.

## Ordery i odznaczenia
- Krzyż Srebrny Orderu Virtuti Militari nr 7635[4][1]
- Krzyż Niepodległości[c][1]